# Amadine à tête rouge
Amadina erythrocephala
Espèce
Statut de conservation UICN

 LC  : Préoccupation mineure
Répartition géographique
L'Amadine à tête rouge (Amadina erythrocephala) est une espèce de passereau estrildidé d’Afrique australe.

## Description

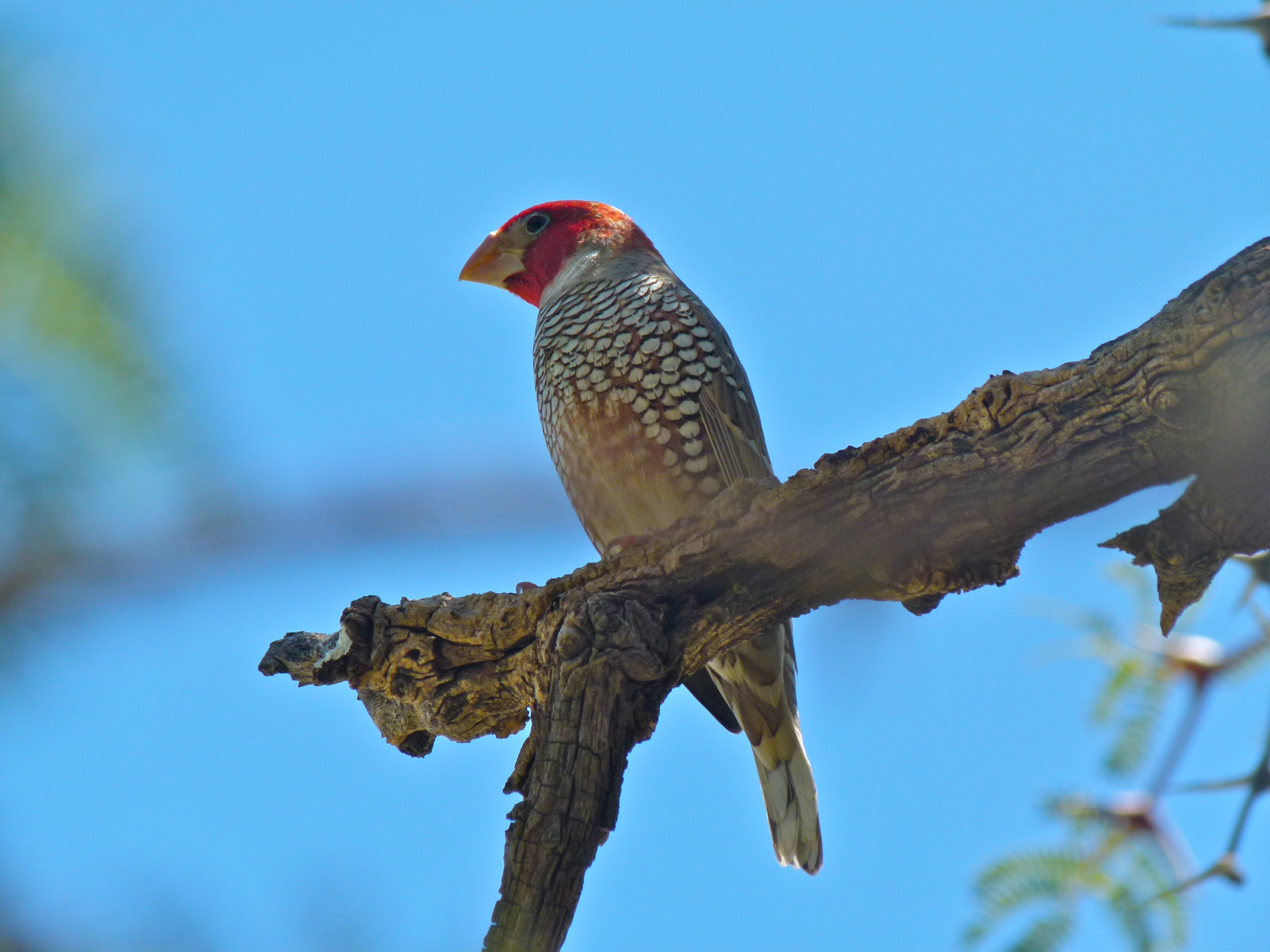
Amadine à tête rouge (Parc transfrontalier de Kgalagadi, Afrique du sud)

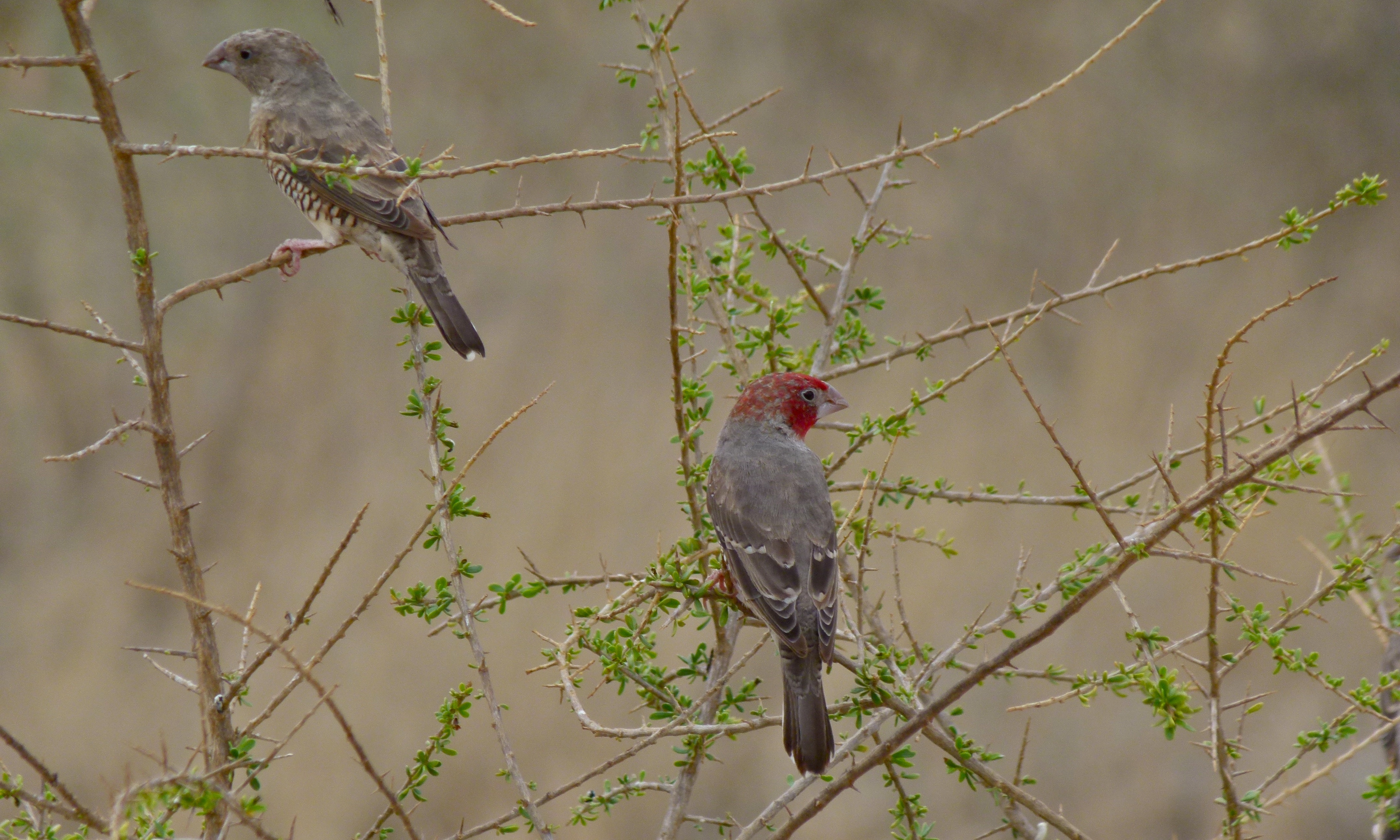
Couple

Cet oiseau mesure environ 13 cm de longueur. Il ressemble beaucoup à l'Amadine cou-coupé mais le mâle a la tête entièrement rouge et la femelle gris brun. Celle-ci a aussi le ventre brun plus clair que celui du mâle. Chez les deux sexes, les yeux sont marron, le bec corne clair et les pattes rose chair.

## Répartition
Cet oiseau est présent en Afrique du Sud, en Angola, en Namibie, en Zambie et au Zimbabwe.

## Habitat
Cette espèce fréquente les milieux ouverts en particulier la brousse et le veld épineux.

## Nidification
Cet oiseau niche dans les cavités d'arbres, dans des nids d'oiseaux tels ceux du républicain social, dans des nids abandonnés de tisserins ou de moineaux ou dans des bâtiments.